# Prosmidia
Prosmidia es un género de insecto coleóptero de la familia Chrysomelidae.

## Especies
Las especies de este género son:
- Prosmidia amoena Weise, 1904
- Prosmidia bispinosa (Fabricius, 1798)
- Prosmidia chevrolati Guerin, 1849
- Prosmidia conifera (Fairmaire, 1882)
- Prosmidia decempunctata (Laboissiere, 1926)
- Prosmidia excavata (Weise, 1909)
- Prosmidia fenestrata (Karsch, 1882)
- Prosmidia hastata (Laboissiere, 1921)
- Prosmidia maculosa Weise, 1907
- Prosmidia ornata (Laboissiere, 1926)
- Prosmidia passeti (Allard, 1888)
- Prosmidia sexplagiata (Jacoby, 1894)
- Prosmidia suahelorum Weise, 1901
- Prosmidia vicina (Gahan, 1909)